# Мариніди
Мариніди (араб. مرينيون) — берберська династія правителів Марокко, яка прийшла в XII столітті з Іфрикії в південно-східне Марокко і починаючи з 1244 року поступово захопила території, контрольовані Альмохадами. Мариніди правили до 1465 року, коли вони остаточно поступилися владою своїй бічній гілці Ваттасидам. Ім'я «Марініди» походить від назви берберського племені Бану Марин (араб. بنو مرين).
З 1145 року розпочали нападати на володіння Альмохадів. За султана Абу Ях'ї Абу Бакр (1244—1258) почали завоювання Північного Марокко. В 1248 столицею Маринідів став Фес. Султан Абу Юсуф Якуб (1259—1286), завоювавши 1269 року столицю Альмохадів Марракеш, завершив об'єднання Марокко під владою Маринідів. Одночасно він почав війну в Аль-Андалусї в Європі, підтримавши правителів  Гранади Насрідів проти Кастилії.

## Історія
- Втрата Сеути (1415)